# ショーハショーテン!
『ショーハショーテン！』は、原作：浅倉秋成、作画：小畑健による日本の漫画。『ジャンプスクエア』（集英社）にて、2021年11月号より2025年9月号まで連載。作画の小畑にとって、『プラチナエンド』以来8か月ぶりの同誌掲載となる作品。お笑いに挑む高校生達を描いた青春漫画。

## あらすじ
テレビやラジオにネタ投稿を続ける高校生の四十万畦道は、生徒会の仕事中に東片太陽と出会う。文化祭で太陽と組んでコントを披露した畦道は漫才の魅力に気づき、太陽の夢を叶えるため、そして自信の過去を乗り越えるため日本一のお笑い芸人を目指すと決意する。

## 登場人物

### 天頂片道切符
高校生お笑いバトル7月号、笑-1甲子園関東第2ブロック予選に出場。
四十万 畦道（しじま あぜみち）
ツッコミとネタ作り担当、立ち位置は左。生徒会に所属している秀陽高校1年生。調布市大山町住み。エントリーシートの情報から2006年9月10日生まれ。
中2のときに好きだった女の子みずはとの別れの際に面白い話でもしてと言われて、うまく答えられなかったことをきっかけにお笑いにのめり込む。「エブリデイしじみ」のペンネームでラジオやテレビ番組の大喜利コーナーにネタ投稿をしており、200回以上採用されている。あがり症だが、人前での緊張を超える程の楽しさをお笑いに見出す。
東片 太陽（ひがしかた たいよう）
ボケ担当、立ち位置は右。畦道の同級生で元子役。2006年12月20日生まれ。三鷹市酒井町住み。病気で亡くなった椚朔太郎の夢を引き継ぎ、「笑-1グランプリ」（漫才）・「UCB」（アルティメットコントバトル）の両制覇を目指す。

### シュプレヒコール
高校生お笑いバトル7月号、笑-1甲子園の関東第2ブロック予選に出場。ワイルドカード枠で決勝に上がった。安定感を武器にし、多くのファンを抱えたベテラン高校生コンビ。3年生。
水科 潤（みずしな じゅん）
ツッコミ担当、立ち位置は左。ドライな性格だが、野球部に無理矢理入部させられた鉄平太を体を張って救う等、鉄平太への思いは熱い。
鬼崎 鉄平太（おにざき てっぺいた）
ボケ担当、立ち位置は右。強面と荒々しい態度に見えるが、畦道が自身の弱点を理解するきっかけをつくる等、内面は穏やかで優しい。

### ライジン
高校生お笑いバトル7月号に出場し、天頂片道切符と同じくこれが初舞台。笑-1甲子園の関東第1ブロック予選で優勝し決勝進出。
Wボケのコンビでどちらがより面白いかを競いあっている。1年生。
川崎市立北中原中学校に転校してきた針金のボケの面白さを認めた伴が卒業式の日に誘って結成。
コミックス6巻の各コンビのローマ字表記からジャージに表記されているRISINGはコンビ名
伴 熱志（ばん あつし）
ボケ担当、立ち位置は右。
勢いとノリのいいボケが武器。小柄だが声が大きく喧嘩っ早い。最大のライバルである相方を面白さで負かすべく、舞台上でも張り合っている。
針金 文太（はりがね ぶんた）
ボケ担当、立ち位置は左。
淡々としたボケが武器。あまり喋らないが、毒舌である。目の前にお題があれば、ボケずにはいられない。
父親が脱サラして喫茶店を開くため転校してきた。純夏というデザイナーの姉がライジンのジャージを作った。

### 紙ヒコーキ
高校生お笑いバトル7月号、笑-1甲子園の関東第2ブロック予選に出場。
中村（なかむら）
ツッコミ担当、立ち位置は左。
大島（おおしま）
ボケ担当、立ち位置は右。

### きらめき製菓
笑-1甲子園の関東第2ブロック予選に出場。
3年生の男女コンビ。
2年前の関東第2ブロック予選ではシュプレヒコールを下して決勝進出。以降の漫才がウケなくなる雰囲気を作り出してしまう様子から「舞台クラッシャー」と呼ばれる。
学童保育のボランティア先の手術前の子供を勇気づけるために結成。
奏 すずめ（かなで すずめ）
ハチマキをし、グローブをつけた空手家。立ち位置は左。
小柄だが空手歴は１０年。空手を生かしたテンポの良いツッコミが得意。
田端 大木（たばた だいぼく）
筋骨隆々な大男。立ち位置は右。
ビルドアップで手に入れた鋼の肉体を生かし漫才に取り組む

### 柴犬世界一周
笑-1甲子園の近畿第１代表。1年生コンビ。
京徳院高等学校の生徒。
コンビ名は2人の夢からとったもの。
実籾のやりたいことをバックアップしたいと思った小埜塚から誘って結成。
実籾 春静（みもみ しゅんせい）
ボケ担当、立ち位置は右。
流暢で爽やかなボケが武器。ライブの運営の手伝いや、芸人仲間の食事会を取り持つなど、コミュニケーションを図ることにも積極的。
元バレーボール部マネージャー。
父親はバレーボール部監督、桜毅という1歳下の弟がいる。
柴犬を飼って大きな家に住んで支えてくれた人と祝勝パーティーを開くのが夢。
小埜塚 曜（おのづか よう）
ツッコミ担当、立ち位置は左。
体言止め多用・大声のツッコミが武器。上手いことを言おうと努めるがまとまらず、勢いで乗りきりがち。
元バレーボール部、怪我で引退。
優勝Tシャツは実籾の父親からのプレゼント
世界一周するのが夢。

### ガラスの靴が割れた
笑-1甲子園の九州・沖縄代表。2021年準優勝。3年生の女性コンビ。笑-1の3回戦に進んだ唯一の高校生コンビでプロアマ問わず女性芸人ではNo.1と評価する人も多い逸材。略称は「ガラ靴」。
掃除していたトロフィーのリボンから佐賀情報高校の生徒。
石清水 凛香（いわしみず りんか）
ツッコミ担当、立ち位置は左。
男勝りな口調で気が強いが、褒められると噛みしめて照れるなど、可愛らしい一面も垣間見える。
小枝 ひまわり（さえだ ひまわり）
ボケ担当、立ち位置は右。
甘いものが好きで天然タイプ。凛香を筆頭にいたずらを仕掛け、年中ふざけ倒している。実家がお金持ち。兄大樹がコンクール金賞受賞歴のある東京の美大生、姉つばきがテニスでインターハイ優勝経験があり、アメリカ留学しているため、自分を何も持っていない、ふざけることでしか周りを楽しませる術を持っていないと感じている。

### 絶唱サンドバッグ
笑-1甲子園の北海道・東北代表で2021年優勝。2020年準優勝。
大神田 祭（おおかんだ まつり）
ツッコミ担当、立ち位置は左。
人を馬鹿にした過激なイジリやイジワルのみで笑いを取り続けてきた。相方と共に高校生お笑いのトップに君臨している。
中 悠（あたる はるか）
ボケ担当、立ち位置は右。
天然と称され、女性スタッフウケが良い。相方から大喜利の実力を信頼されているようだが未知数。コンビではネタ作りを担当している。

### ぶるーたす
笑-1甲子園の東海・北陸・甲信越ブロック予選で優勝し決勝進出。貧乏ネタを行っていた「せりぬんてぃうす」のアンチテーゼとして金持ち漫才を持ちネタとする。
泥谷 琉希（なずたに りゅうき）
ボケ担当、立ち位置は右。
去年までは椚とコンビ「せりぬんてぃうす」で活動。不真面目で練習をサボりがちだったため、椚から解散をもちかけられ、意地になって了承。ラストライブの前に体調不良の椚に無理に練習させたせいで寿命を縮めたのではないかと考えている。椚の死後、母の地元に引っ越した。お笑いを止めようとしていたが、新田からのコンビ結成の誘いや朔太郎からの手紙を読んで思い直し、「ぶるーたす」を結成。
太ってネタに説得力ももたらせるために、ハンバーガーなどを食べ続けた。
新田 勉（にった　べん）
ツッコミ担当、立ち位置は左。
自身を特技も何もない空っぽの存在だと自称し、すげえヤツと夢をみるために、転校してきた泥谷に、突っぱね続けられるも声をかけつづけた。元々は漫才とコントの違いもわからなかったが、泥谷に話しかけるために勉強していた。
泥の入らないレジャーシートや自転車の傘立てなど便利グッズを好む。

### 神風出世魚
笑-1甲子園の近畿第2代表
風見 大助（かざみ だいすけ）
ツッコミ担当、立ち位置は左。
コテコテの関西弁でまくしたてるスタイルでネタ内のほとんどのセリフを担当している。小柄な体格でありながら鋭くキレのあるツッコミが持ち味。
神山 宏作（かみやま こうさく）
ボケ担当、立ち位置は右。
風見の流暢なしゃべくりに対し、スローで溜めて落とすのが持ち味。舞台裏でも口数は少ないが、相方を気遣う優しさが伺える。

### いわしつよし
笑-1甲子園の中国四国代表
望月 優心（もちづき ゆうしん）
ボケ担当、立ち位置は右。
口は悪いが正義感が強く、舞台上でもその姿勢が変わることはない。先輩の雪辱を果たすべく、笑-1への出場を志した。
阿多古 寛治（あたご かんじ）
ツッコミ担当、立ち位置は左。
普段は口数が少ないが、舞台上では流暢でメリハリのあるツッコミをみせる。望月に誘われ、コンビ結成に至った。

### 特盛牛丼大盛り
笑-1甲子園のワイルドカード枠(予選は中国四国ブロック)。トリオ。
29話の利根の学生証から高松学園高等学校の生徒。
幸田 市之助（こうだ いちのすけ）
ツッコミ担当、立ち位置は真ん中。
自由すぎる二人のボケを捌くネタの進行役。畦道をエブリデイしじみと知り、尊敬している。
野茂 匠（のも たくみ）
ボケ担当、立ち位置は左。
ふくよかながらも機敏に動くボディと、軽快な若者らしい言葉遣いを活かしてボケを繰り出す。審査員の評価傾向を分析するなど、意外と鋭い所がある。
利根 拓哉（とね たくや）
ボケ担当、立ち位置は左。
高校生でありながらも貫禄のある外見を活かしたボケが武器。内面も大人びている。

### その他
花守 茜（はなもり あかね）
生徒会に所属するお笑いマニアで、畦道たちの先輩。天頂片道切符のファン第1号で、サポート役。
山本 みずは（やまもと みずは）
中学時代に畦道と同じ塾に通っていたが、両親の離婚を期に引っ越してしまう。現在は名字が変わっている。
椚 朔太郎（くぬぎ さくたろう）
泥谷とコンビ「せりぬんてぃうす」を組んでいた。後に太陽とコンビを組む予定だったが、その前に亡くなってしまった。
2021年9月に亡くなった描写がある、第3話、第22話の笑甲2021年の決勝が12月26日になっているが、21話で2022年の決勝が8月になっているため、ポスターの日付が間違っていると考えられる。
四十万 清（しじま きよし）
畦道の父。元ミュージシャン志望。
四十万 多江（しじま たえ）
畦道の母。広告代理店勤務。
四十万 風香（しじま ふうか）
畦道の妹。
檜山教授（ひやまきょうじゅ）
プロのお笑いコンビ、UCB常連「カシアフラスコ」のネタ作り担当。相方は玉森大発明。
「哲学する芸人」の愛称をもつ。
毎年アマ芸人とフリー芸人を対象に優勝した1組に直々にアドバイスを送る檜山杯を開催している。過去8回笑甲ファイナリストが優勝した場合、笑甲でも100％優勝している。

### 大和 軍鶏（やまとぐんけい）
プロのお笑いコンビ。笑-1甲子園の関東第2ブロック予選のMC兼審査員。3年連続で笑-1グランプリ（甲子園でなく本家）のファイナリスト。略称は「ヤマグン」
嵐山 景（あらしやま　けい）
笑-1甲子園の決勝審査員も務める
今最も勢いのある漫才師と紹介される
面白い人に「愛してる」というのが口癖

### ドン・ザ・キッド
プロのお笑いコンビ。笑-1甲子園の特番MC兼審査員。笑-1グランプリ、UCB共に3位を取ったことがある。
岸辺　リョージ（きしべ　リョージ）
笑-1甲子園の決勝審査員も務める
大喜利の回答で畦道がエブリデイしじみと見抜いた。
運動が苦手。面倒くさがりでサインも適当。
ドッジ腹田(どっじはらだ)

## 用語
高校生お笑いバトル
隔月開催され、10組程度が参加する比較的小規模のコンテスト。優勝賞金1万円。東京ライオンホールで開催。
笑-1甲子園
高校生限定のお笑いコンテスト。全国8ブロックで予選を行い、各優勝者8組とワイルドカード枠の2組が大阪で開催される決勝へ進出できる。各ブロック20組程度が参加。

## 作風
ライターのふじもとによると、本作は『バクマン。』のような「高校生バディもの」のような印象の作品で、「リアルとデフォルメを行き来する絵柄」で描かれている。「熱量やセンスだけでなく、論理的思考があることが、2人が笑いをとることに説得力を与えて」おり、「漫画としての質が高い」作品となっている。

## 書誌情報
- 浅倉秋成（原作）・小畑健（作画）『ショーハショーテン！』集英社〈ジャンプコミックス〉、既刊10巻（2025年5月2日現在）
  1. 2022年1月4日発売[1][7]、ISBN 978-4-08-882890-9
  2. 2022年5月2日発売[8]、ISBN 978-4-08-883111-4
  3. 2022年10月4日発売[9]、ISBN 978-4-08-883233-3
  4. 2023年2月3日発売[10]、ISBN 978-4-08-883376-7
  5. 2023年7月4日発売[11]、ISBN 978-4-08-883569-3
  6. 2023年12月4日発売[12]、ISBN 978-4-08-883723-9
  7. 2024年4月4日発売[13]、ISBN 978-4-08-883893-9
  8. 2024年8月2日発売[14]、ISBN 978-4-08-884140-3
  9. 2024年12月4日発売[15]、ISBN 978-4-08-884352-0
  10. 2025年5月2日発売[16]、ISBN 978-4-08-884463-3